# Feng Zhang

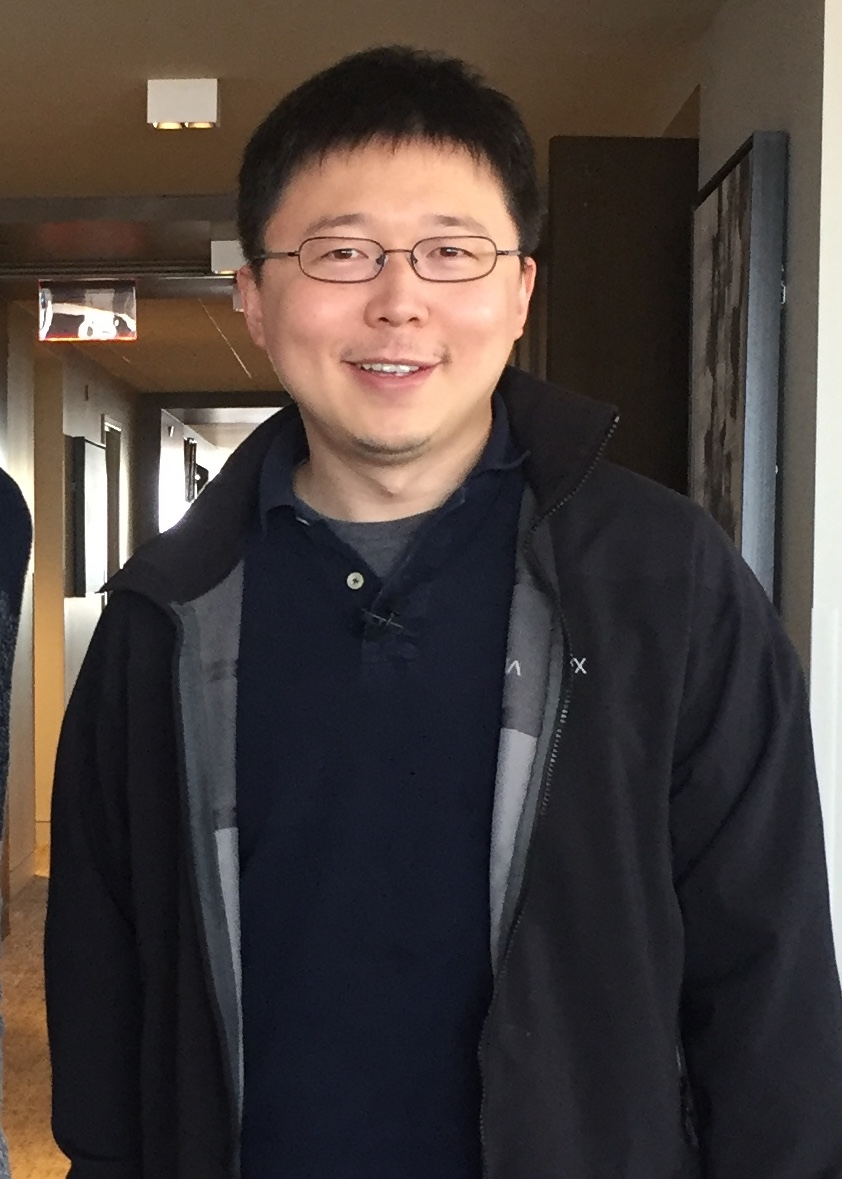

Feng Zhang (China, 1981) es un neurocientífico especializado en optogenética y biología de síntesis, que investiga sobre herramientas de edición del ADN y su aplicación al tratamiento futuro de enfermedades psiquiátricas. Es investigador del Instituto McGovern para Investigación del Cerebro, dependiente del Instituto de Tecnología de Massachusetts (MIT) en Cambridge (EE. UU.). También es Profesor Adjunto en el Departamento de Cerebro y Ciencias Cognitivas del MIT y en el Departamento de Ingeniería Biológica del MIT y miembro principal (core member) del Instituto Broad del MIT y Harvard.
Ha sido elegido por la revista Nature entre los diez investigadores más destacados del año 2013 en Ciencias.

## Formación y carrera docente
Nacido en China en 1981, recibió el impulso de sus profesores para iniciar su carrera científica. En 1992, cuando cuenta 11 años, se traslada a Des Moines, Iowa, en Estados Unidos. A través de un programa de ciencia para escolares puede trabajar en un laboratorio local que investigaba en terapias génicas. De allí se trasladaría a la universidad de Harvard donde cursó estudios de licenciatura de química y física. Posteriormente, en 2004-09 realizó un doctorado en química y bioingeniería en la Universidad de Stanford, consiguiendo publicar 11 artículos de importancia en esos cinco años. Consiguió una beca de investigación en Harvard donde trabajó bajo la dirección de George Church, uno de los líderes del Proyecto Genoma Humano.
En 2011 se unió al Instituto McGovern de Investigación del Cerebro, dependiente del MIT. También desde enero de 2011 es miembro principal del Instituto Broad del MIT y Harvard donde dirige un grupo que estudia el papel de los mecanismos genéticos y epigenéticos que subyacen bajo las enfermedades, específicamente centrado en las enfermedades del sistema nervioso.
Ha conseguido importantes becas y premios como la Junior Fellow de Harvard, la Searle Scholar, el Premio de Investigación Transformadora y el Premio al Pionero de los Institutos Nacionales de Salud. En 2012 compartió el Premio UNC/Perl por su papel en el desarrollo de la optogenética.

## Campos de investigación
Comenzó su labor investigadora en 2005 siendo un estudiante de primer año para su grado de Química, en el grupo de Karl Deisseroth, profesor de bioingeniería y psiquiatría en Stanford. Contribuyó al desarrollo de la optogenética, consiguiendo clonar un lentivirus que permitía mejorar la disponibilidad en las neuronas de una proteína llamada canalrodopsina-2 (ChR2), la cual es sensible a la luz y activa/silencia a las neuronas según los estímulos de luz que reciben.
El laboratorio que dirige en el Instituto Broad aplica la biología sintética al estudio de la función del sistema nervioso y las enfermedades, empleando una combinación de modelos de células madre y células animales.
Su equipo ha desarrollado el sistema CRISPR/Cas que emplea secuencias de ADN para editar genomas de forma barata, fácil y precisa, imitando un mecanismo que emplean las bacterias y arqueas para protegerse a sí mismas de los virus. El sistema CRISPR (Clustered Regularly InterSpaced Palindromic Repeats) permite sustituir o borrar cualquier secuencia del genoma de un organismo por lo que permitiría realizar reparaciones genéticas que podrían aplicarse en enfermedades devastadoras como la corea de Huntington o la esquizofrenia.